# Love you to bits
Love you to bits is het zevende officiële muziekalbum van no-man. 

## Inleiding
De vaste leden van no-man Tim Bowness en Steven Wilson waren sinds hun vorige album Schoolyard Ghosts voornamelijk bezig met solowerk, maar Wilson staat ook te boek als degene die stapels opnamen uit de progressieve rock remasterde en opnieuw liet uitbrengen. Vanaf 2008 werd vrijwel niets gehoord van no-man, behalve ook daar volop heruitgaven en de ep wherever there is light (2009). Gedurende die tijd (en ook daarvoor) werkten beide heren samen hetgeen na vijftien jaar werk leidde tot een dance-trancealbum vermengd met een vleugje progressieve rock en elektronische muziek met synthesizers en sequencers. IO Pages refereert aan de muziek van Giorgio Moroder. Het zou volgens hun berusten op jeugdsentiment vermengd met de meer dansbare muziek uit hun beginperiode, triphop.
Thema van het album is een opgebroken relatie, per kant verdeeld over de partners. 
Het album bestaat uit twee tracks beide opgebouwd uit vijf delen. 

## Musici
- Tim Bowness - zng
- Steven Wilson – alle muziekinstrumenten

Behalve
- Dave Desmond koperkwintet – koperblazers (bits) (het kwintet is dan verbonden aan Big Big Train)
- Adam Holzman – elektrische piano (pieces)
- David Kollar – gitaarsolo (bits)
- Peter Morgan – basgitaar (bits)
- Ash Soan – drumstel (bits en pieces)

## Muziek
| Nr. | Titel                       | Duur |
| --- | --------------------------- | ---- |
| 1.  | love you to bits (part 1)   | 4:52 |
| 2.  | love you to bits (part 2)   | 1:02 |
| 3.  | love you to bits (part 3)   | 1:34 |
| 4.  | love you to bits (part 4)   | 5:14 |
| 5.  | love you to bits (part 5)   | 4:38 |
| 6.  | love you to pieces (part 1) | 6:03 |
| 7.  | love you to pieces (part 2) | 4:02 |
| 8.  | love you to pieces (part 3) | 3:02 |
| 9.  | love you to pieces (part 4) | 2:02 |
| 10. | love you to pieces (part 5) | 3:43 |

## Nasleep
Het album haalde vrijwel nergens een albumnotering, wel was er een plaats 94 weggelegd in de Britse albumlijst. Het album werd uitgegeven op cd en elpee.